# Bridei III
Bridei III (o Bridei m. Beli; O.ir.: Bruide mac Bili) (616/628?-693) fue rey de los Pictos de 672 hasta 693.

## Orígenes
Bridei pudo haber nacido en 616, pero no más tarde de 628. Fue hijo de Beli, Rey de Alt Clut. Su reclamación al trono Fortreano venía a través de su abuelo paterno, Rey Nechtan de los Pictos. La Historia Brittonum escrita por Nennius nos cuenta que Bridei era fratruelis de Ecgfrith (primo carnal por línea materna). Posiblemente, la madre de Bridei era hija de Edwin de Deira.

## Actividad
Bridei fue uno de los monarcas de Fortriu más expansionistas y activos. Atacó Dunnottar en 680/681, y las Orcadas en 682, en una campaña tan violento que los Anales de Ulster dijeron que las Orkney fueron "destruidas" por Bridei ("Orcades deletae sunt la Bruide"). Hay también constancia de que, al año siguiente, en 683, la guerra estalló entre los escotos de Dál Riata bajo Máel Dúin mac Conaill y los pictos de Bridei. Los ecotos atacaron Dundurn en Strathearn, la base principal de Bridei en el sur, una gran fortaleza en lo alto de una colina. Aparentemente no tomaron Dundurn, y Bridei respondió atacando Dunadd, la capital de Dal Riata. No sabemos si Bridei tomó Dunadd, pero la presencia de tallas de estilo pico en aquel periodo puede significar que Dunadd fue ocupado por los pictos. La carencia de fuentes fiables contemporáneas sobre este conflicto significa que no sabemos mucho más sobre la guerra escocesa-Picta de 683. Pero está claro que, de su base en Fortriu (o Moray) Bridei esta colocándose en disposición de atacar las posesiones Anglas más al sur.

## Batalla de Dun Nechtain
Es muy posible entonces que Bridei fuera considerado por Egfrido como su sub-rey. La interpretación tradicional es que Bridei cortó esta relación, causando la intervención de Egfrido. Esto llevó a la famosa batalla de Dun Nechtain en 685, en la que el ejército anglosajón de Ecgfrith fue aniquilado. Una fuente irlandesa informa que Bridei  "luchaba por la herencia de su abuelo", sugiriendo que, bien Ecgfrith estaba desafiando el reinado de Bridei, o más probablemente que Bridei intentaba recuperar los territorios gobernados por su abuelo en Fife y Circinn, pero que habían sido ocupados por los ingleses. Las consecuencias de esta batalla fueron la expulsión de Northumbrianas del sur de Pictland (establecidos a través de, por ejemplo, el "Obispado de los Picts" en Abercorn) y permanente dominación Fortreana del sur del territorio de los Pictos.
La muerte Bridei la muerte es recordada por los Anales de Ulster y los Anales de Tigernach en 693.